# Ulay

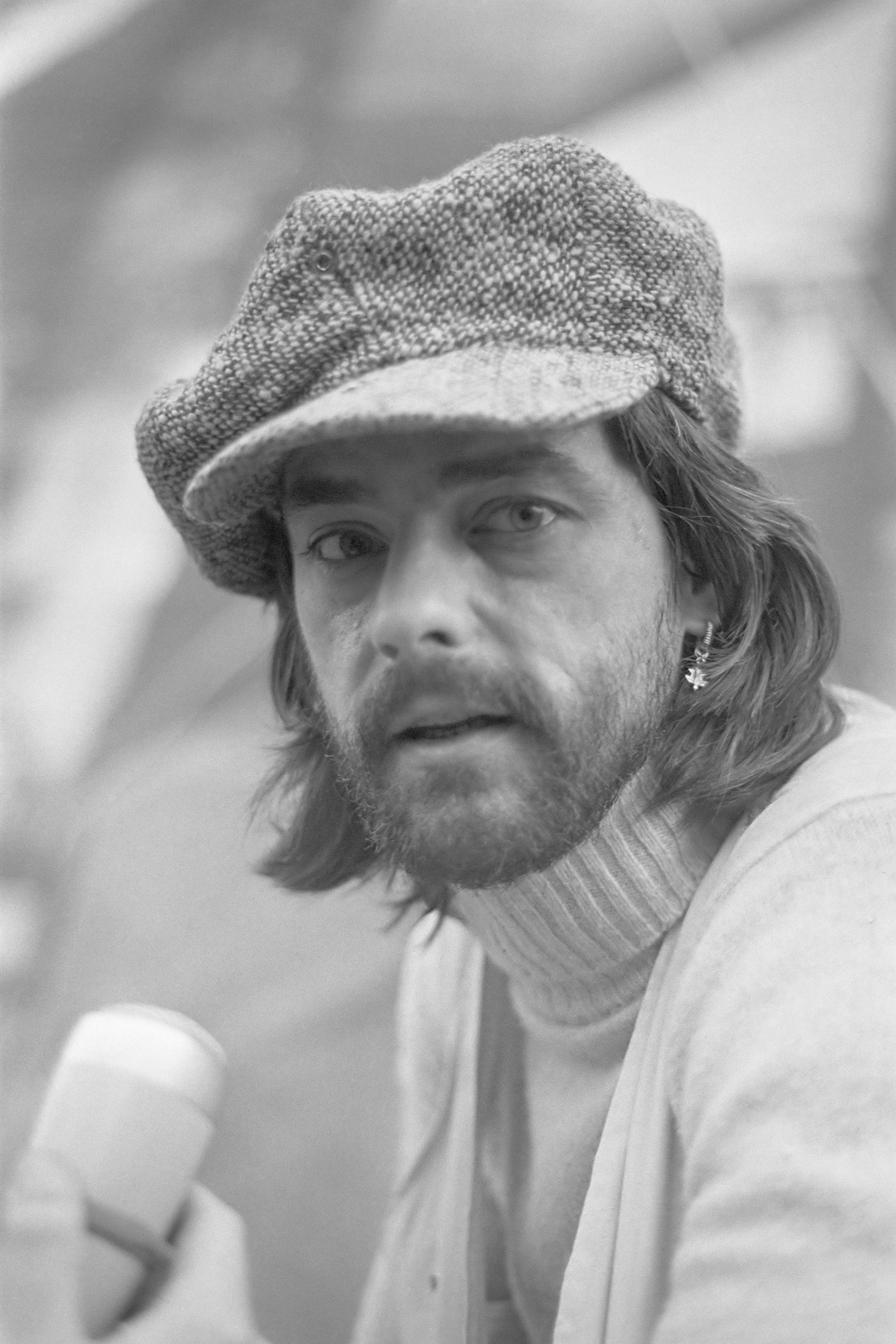
Ulay in 1972

Ulay (pseudoniem van Frank Uwe Laysiepen) (Solingen,  30 november 1943 - Ljubljana, 2 maart 2020) was een Duits internationaal bekend beeldend kunstenaar. Met zijn werk was hij in de jaren zeventig en tachtig een belangrijke vertegenwoordiger van de performancekunst. Hij  werkte vele jaren samen met Marina Abramović. In de laatste fase van zijn leven werkte hij als fotograaf aan verschillende projecten.

## Werk

### Performancekunstenaar
Ulay werd in de jaren zeventig bekend als vooraanstaand Duits performancekunstenaar. Hij werkte samen met lokale kunstenaars in Duitsland, Nederland, Australië en China en de Verenigde Staten. In al zijn werk speelt het lichamelijke van de bodyart een grote rol naast vraagstellingen over de ruimte en de maatschappij. Hij woonde en werkte in Amsterdam.

### Marina Abramović en Ulay

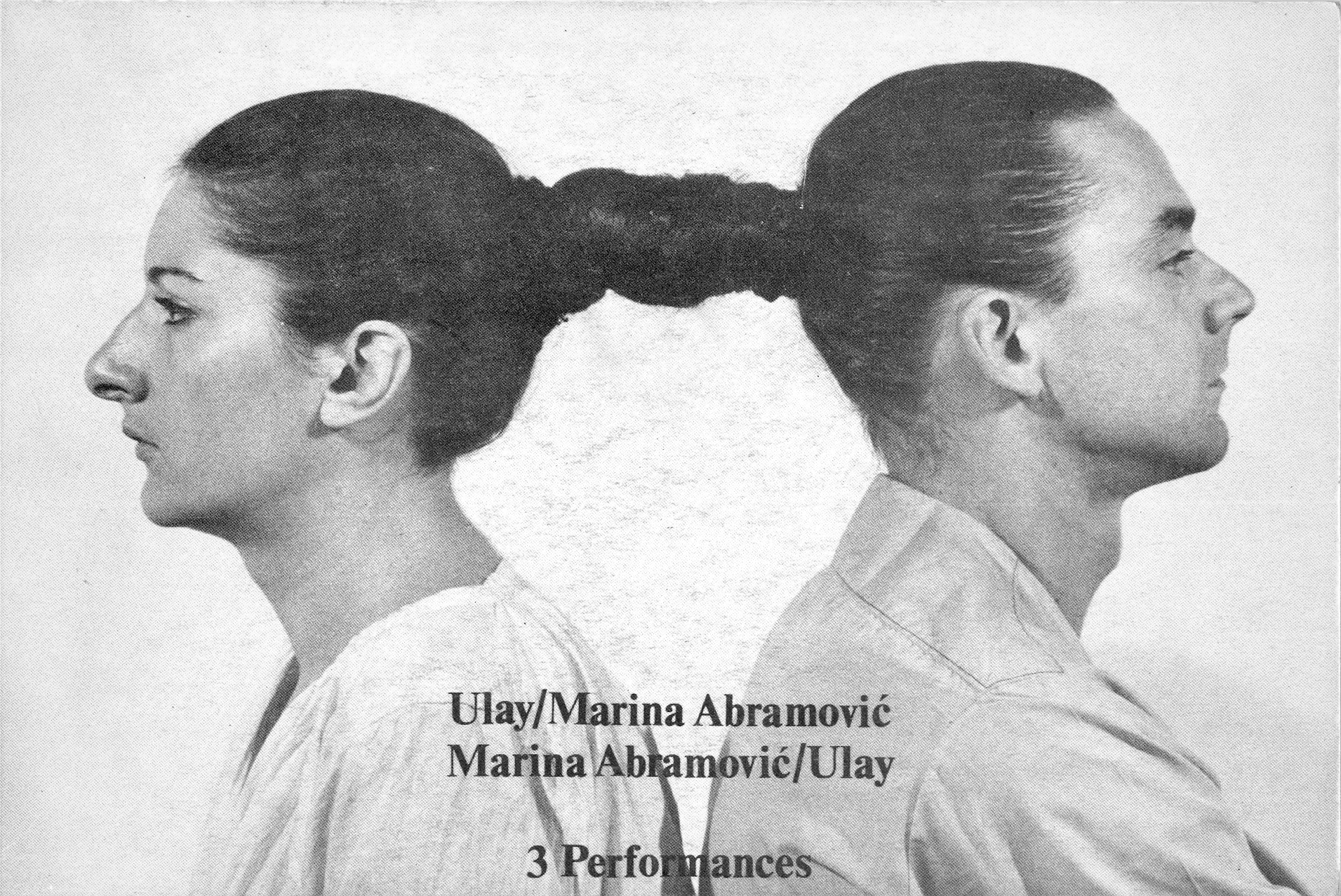
Marina Abramović en Ulay

Zijn performances met Marina Abramović in de periode 1975-1988 werden het bekendst. Zo zaten zij eens urenlang stilzwijgend tegenover elkaar aan een tafel met in het midden tussen hen in een giftige slang. Bij een andere performance stonden ze tegenover elkaar waarbij de ene een boog vasthield, en de ander een pijl gespannen op die boog. Hun samenwerking (en daarmee ook hun relatie) werd beëindigd na een reis door China waarbij zij ieder van hun kant over de Chinese Muur naar elkaar toeliepen. Ulay begon zijn reis in de Gobiwoestijn en Abramović startte haar reis aan de Gele Zee. Nadat zij ieder 2500 km gelopen hadden, kwamen zij in het midden bij elkaar en namen afscheid. In 2010 kwamen de twee kunstenaars elkaar weer tegen tijdens een performance van Abramović in het MoMA in New York, toen Ulay een minuut lang zwijgend tegenover haar op een stoel plaatsnam.

### Fotografie
Ulay werd opgeleid als fotograaf en heeft altijd zijn performances door middel van fotografie gedocumenteerd. Een van zijn favoriete camera's is de polaroidcamera. In zijn laatste project WaterTo All thematiseert hij het gebrek aan water in de Arabische wereld en het verzinken van Nederland.

### Tentoonstellingen en docentschappen
- In 1982 nam hij deel aan documenta 7 en in 1987 aan documenta 8 in Kassel.
- Van 1999 tot 2004 was Ulay hoogleraar voor performance aan de Staatliche Hochschule für Gestaltung in Karlsruhe.

## Overlijden
In 2011 kreeg hij kanker, wat hem ertoe bracht de film Project Cancer te maken. Verzwakt liet hij in januari 2019 nog zijn silhouet afdrukken in de Richard Saltoun Gallery in Londen. Hij overleed in Ljubljana Slovenië, op 2 maart 2020, op 76-jarige leeftijd.